# Ustyniwka
Ustyniwka (ukr. Устинівка) – osiedle typu miejskiego w obwodzie kirowohradzkim na Ukrainie, siedziba władz rejonu ustyniwskiego.

## Historia
Miejscowość założona w guberni chersońskiej.
Podczas II wojny światowej było okupowano przez wojska niemieckie.
Status osiedla typu miejskiego posiada od 1967.
W 1989 liczyło 4880 mieszkańców.
W 2001 liczyło 4142 mieszkańców.
W 2013 liczyło 3482 mieszkańców.